# Ashleigh Ball
Ashleigh Ball, född den 25 mars 1986 i Brighton, Storbritannien, är en brittisk landhockeyspelare.
Hon tog OS-brons i damernas landhockeyturnering i samband med de olympiska landhockeytävlingarna 2012 i London.